# Militärleitzahl
Die Militärleitzahl (MLZ) ist eine Leitzahl für Postsendungen an und von Angehörigen der Schweizer Armee (vgl. Feldpostnummer der deutschen Wehrmacht).
Sie wurde im März 1997 durch die Feldpostdirektion eingeführt, um die Effizienz der Postzustellung für Formationen im Felddienst zu verbessern. Ziel ist die Reduktion des Feldpostpersonals bei gleichzeitiger Sicherstellung eines hohen Volumens im Falle einer Allgemeinen Kriegsmobilmachung (AKMob).
Gemäss Postbefehl des Chefs Feldpost der Armee vom 1. Januar 2011 wird zwischen Adressierung für den Kasernendienst sowie den Felddienst unterschieden. Im Kasernendienst wird auf der herkömmlichen Postleitzahl der zivilen Post basiert. Für die Verlegungsphase von Schulen sowie Wiederholungskurse von Formationen wird der Dienstleistung eine MLZ zugeteilt, die auf dem Marschbefehl des aufgebotenen Armeeangehörigen vermerkt ist.
Die korrekte Militäradresse umfasst: Grad, Vorname, Name, Stab/Einheit oder Schule/Kurs, wo der Dienst geleistet wird sowie den Vermerk «Militär» gefolgt von der Militärleitzahl. Der Bestimmungsort darf nur für Dienstleistungen in Kasernen angegeben werden, sofern dies befohlen wird.
Adressierungsbeispiele:
Felddienst
Sdt Hans Meier
Inf Kp 13/1
Militär 61114
Kasernendienst
Rekr Fritz Egli
Pz RS 21-1
Kp 2 Zug 1
Kaserne
3609 Thun